# Паклене улице (филм из 2001)
Паклене улице (енгл. The Fast and the Furious) амерички је акциони филм о уличним ауто-тркама из 2001. године. Први је део истоименог култног десетоделног серијала филмова.

## Радња
Филм је слабо заснован на чланку из магазина под називом Тркач Икс, о уличним екипама који возе јапанске аутомобиле касно у ноћ. Елитни улични тркач и бивши затвореник Доминик Торето (Вин Дизел) и његова екипа: Џеси (Чед Линдберг), Лион (Џони Стронг), Винс (Мет Шулц) и Лети Ортиз (Мишел Родригез) су под сумњом да краду веома скупу електронску опрему. Брајан О’Конер (Пол Вокер) је полицајац на тајном задатку који покушава да сазна ко тачно краде опрему. Ради за ФБИ агента Билкинса (Том Бери) и полицајца из Лос Анђелеса Танера (Тед Левин).
Заљубљује се у Доминикову млађу сестру, Мију Торето (Џордана Брустер). Брајан јој касније признаје да је полицајац на тајном задатку и убеђује је да пође са њим и спаси њеног брата и његове пријатеље од возача камиона, који су се сада наоружали да би се борили против пљачкаша. Пратио је Доминикову локацију помоћу сигнала са мобилног телефона и они су стигли на почетак пљачке и пронашли Лети, тешко повређену у саобраћајној несрећи. Винс је био критично рањен, са раздераном руком и упуцан од стране возача камиона. Брајан и Мија су заједно са Домиником, Лионом и Лети покушавали да спасу Винса. Брајан је затим донео тешку одлуку да открије свој прави идентитет екипи да би позвао медицинску помоћ. Ово откриће је разбеснело Доминика, али је он успео да се суздржи и на крају бежи заједно са Лионом, Лети и Мијом, када је стигла медицинска помоћ.
Брајан је пратио Доминика до његове куће држећи га на нишану да не побегне. Џеси је стигао мало после тога, извињавајући се због својих поступака на Ратовима трка и моли за Доминикову помоћ због Џонија Трана (Рик Јун) коме није предао свој аутомобил. Неколико тренутака касније, Тран и његов рођак Ленс Нујен (Реџи Ли) су се појавили на моторима пуцајући на Џесија, Доминика и Брајана. Џеси је убијен у тој пуцњави. Брајан и Доминик их јуре, а Доминик вози ауто свог покојног оца, модификовани Доџ Чарџер из 1970. Доминик је одгурао Ленсов мотор са пута у притом да тешко повредио, док је Брајан упуцао Трана. После тога, Брајан и Доминик су организовали трку, у којој су једва избегли воз који је пролазио. Доминик се сударио са камионом и притом повредио, његов ауто се 2 пута преврнуо и више није био у возном стању. Уместо да га ухапси, Брајан је дао кључеве своје Тојоте Супре Доминику уз реченицу „Дугујем ти десетосекундни ауто.” и пустио га да побегне. После одјавне шпице, види се Доминик који вози Шевролет Шевел SS из 1970 кроз Доњу Калифорнију, Мексико.

## Улоге
| Глумац          | Улога          |
| --------------- | -------------- |
| Пол Вокер       | Брајан О’Конер |
| Вин Дизел       | Доминик Торето |
| Мишел Родригез  | Лети Ортиз     |
| Џордана Брустер | Мија Торето    |
| Рик Јун         | Џони Трен      |
| Чед Линдберг    | Џеси           |
| Џони Стронг     | Леон           |
| Том Бери        | агент Билкинс  |
| Тед Левин       | наредник Танер |
| Ja Rule         | Едвин          |
| Вито Ругинис    | Хери           |
| Стентон Ратлиџ  | Мјуз           |
| Ноел Гуљеми     | Хектор         |
| Р. Џ. Де Вера   | Дени Јамато    |